# Break Free (Ariana Grande)
Break Free è un singolo della cantante statunitense Ariana Grande, pubblicato il 3 luglio 2014 come secondo estratto dal secondo album in studio My Everything.
Il singolo ha visto la partecipazione del DJ tedesco Zedd, produttore del brano insieme a Max Martin.

## Descrizione
Break Free è stato scritto da Savan Kotecha, Zedd e Max Martin, gli ultimi due produttori dello stesso, e presenta sonorità EDM ed elettropop; si tratta di un cambiamento nella musica di Ariana Grande, precedentemente caratterizzata da sonorità marcatamente pop e contemporary R&B. Il testo del brano è un inno alla libertà individuale e all'emancipazione, in cui la protagonista canta di essere "più forte di quanto sia mai stata in passato" e libera dalle catene che la tenevano prigioniera.

Nel maggio 2014, in un'intervista, Zedd espresse il desiderio di collaborare con Grande, nato dopo averla sentita cantare a un'esibizione alla Universal. Il DJ tedesco commentò:
 Ariana Grande rivelò che avrebbe collaborato con Zedd a Billboard nell'aprile 2014. Definì il brano "fantastico e assolutamente sperimentale per me" aggiungendo "non avrei mai creduto di incidere un brano di electronic dance music, ma è stata un'esperienza che mi ha aperto gli occhi, e ora non desidero altro che fare musica dance".

## Promozione
Ariana Grande iniziò a suggerire sui social media nel mese di giugno 2014 che il secondo singolo estratto da My Everything sarebbe stato proprio Break Free, prima ancora che la canzone fosse stata pubblicata.
Break Free fece il suo debutto televisivo nella prima puntata della nuova edizione americana dello show di MTV Total Request Live all'interno di uno special monografico intitolato Total Ariana Live, andato in onda il 2 luglio 2014.

## Video musicale
Il video musicale è stato diretto nel giugno 2014. Il video, caratterizzato da temi futuristici, è ambientato nello spazio, e Ariana Grande ha dichiarato che è un omaggio ai film Barbarella e Guerre stellari.

## Tracce
Testi e musiche di Anton Zaslavski, Max Martin e Savan Kotecha.
1. Break Free (feat. Zedd) – 3:33

## Classifiche

### Classifiche settimanali
| Classifica (2014-15) | Posizione massima |
| -------------------- | ----------------- |
| Australia            | 3                 |
| Austria              | 5                 |
| Belgio (Fiandre)     | 17                |
| Belgio (Vallonia)    | 17                |
| Canada               | 5                 |
| Danimarca            | 19                |
| Finlandia            | 4                 |
| Francia              | 27                |
| Germania             | 12                |
| Irlanda              | 9                 |
| Italia               | 16                |
| Norvegia             | 4                 |
| Nuova Zelanda        | 5                 |
| Paesi Bassi          | 6                 |
| Polonia              | 9                 |
| Regno Unito          | 16                |
| Repubblica Ceca      | 3                 |
| Slovacchia           | 4                 |
| Slovenia             | 49                |
| Spagna               | 14                |
| Stati Uniti          | 4                 |
| Svezia               | 6                 |
| Svizzera             | 15                |

### Classifiche di fine anno
| Classifica (2014) | Posizione |
| ----------------- | --------- |
| Australia         | 39        |
| Austria           | 71        |
| Belgio (Fiandre)  | 96        |
| Canada            | 33        |
| Germania          | 84        |
| Italia            | 61        |
| Paesi Bassi       | 21        |
| Regno Unito       | 86        |
| Stati Uniti       | 37        |